# Pretty on the Inside
Pretty on the Inside è il primo album delle Hole, pubblicato nel 1991 dalla Caroline Records. Troviamo al suo interno una cover di Joni Mitchell (Both Sides Now, che qua viene accreditata come Clouds) e due episodi di puro rumore, Sassy e Starbelly. Quest'ultima è basata sul riff principale di Cinnamon Girl di Neil Young, e si può sentire al suo interno anche l'eco di Rhiannon dei Fleetwood Mac, nonché una delle prime registrazioni del pezzo Best Sunday Dress, delle Sugar Baby Doll, il primo gruppo della Love.

## Tracce
1. Teenage Whore – 2:57
2. Babydoll – 4:59
3. Garbage Man – 3:19
4. Sassy – 1:43
5. Good Sister, Bad Sister – 5:47
6. Mrs Jones – 5:25
7. Berry – 2:46
8. Loaded – 4:19
9. Starbelly – 1:46
10. Pretty On The Inside/Clouds – 5:25

## Formazione
- Courtney Love - voce, chitarra
- Eric Erlandson - chitarra
- Jill Emery - basso
- Caroline Rue - batteria